# Mirko Jirsak
Mirko Jirsak (Slatina, 3. studenog 1909. – 1. travnja 1999.) hrvatski pjesnik, prozni pisac, prevoditelj, publicist. 

## Životopis
Djetinjstvo je proveo u rodnom mjestu, gdje je završio osnovnu i Građansku školu. Učiteljsku školu polazio je i završio u Osijeku. Na Filozofskom fakultetu Karlovog univerziteta u Pragu (Češka) studirao je češku književnost a nakon toga je studirao filozofiju, psihologiju i pedagogiju na Filozofskom fakultetu u Zagrebu, gdje je diplomirao 1936.godine.
Kao srednjoškolski profesor radio je u Osijeku, Sremskim Karlovcima, Petrinji i Petrovaradinu.
Godine 1960. dobio je od Saveza književnika Jugoslavije status profesionalnog književnika-umjetnika i od tada živi i radi u Zagrebu.
Postaje član Društva književnika SR Hrvatske, Društva novinara SR Hrvatske i Društva hrvatskih književnih prevoditelja, gdje je u dva mandata bio i njegovim glavnim tajnikom.
Otac je poznatog hrvatskog književnog prevoditelja, dobrog duha hrvatske bohemistike Predraga Jirsaka.<.

## Nagrade
Dobitnik je povelje Visoka žuta žita na Pjesničkim susretima u Drenovcima.